# Marnik Bogaerts
Marnik Bogaerts (16 april 1967) is een Belgisch voormalig voetballer die doorgaans als verdediger speelde.
Bogaerts speelde vijf jaar in de Eerste klasse bij KSK Beveren, dat hem in juli 1991 overnam van SK Lommel. In het seizoen 1992/93 maakte hij het duizendste doelpunt van KSK Beveren in de Eerste klasse. Dat gebeurde op de twintigste speeldag in het Jan Breydelstadion, tegen Cercle Brugge. Beveren won deze wedstrijd ook, mede door een hattrick van Bogaerts. Die maakte daarmee meteen de helft van zijn doelpuntenproductie dat seizoen.
Bogaerts speelde vijf seizoenen voor Beveren voor hij in juli 1996 tekende bij KFC Verbroedering Geel. Hij keerde nooit meer terug op het hoogste niveau. Aan het einde van zijn carrière, die ruim 24 jaar in beslag nam, speelde Bogaerts in de provinciale afdelingen en was hij er zowel speler als hulptrainer.

## Clubstatistieken
| seizoen | club                   | land   | competitie         | wed. | goals |
| ------- | ---------------------- | ------ | ------------------ | ---- | ----- |
| 1985/86 | FC Beringen            | België | Tweede klasse      | 16   | 3     |
| 1986/87 | FC Beringen            | België | Tweede klasse      | 28   | 8     |
| 1987/88 | FC Beringen            | België | Tweede klasse      | 30   | 3     |
| 1988/89 | SK Lommel              | België | Tweede klasse      | 29   | 11    |
| 1989/90 | SK Lommel              | België | Tweede klasse      | 27   | 1     |
| 1990/91 | SK Lommel              | België | Tweede klasse      | ?    | ?     |
| 1991/92 | KSK Beveren            | België | Eerste klasse      | 32   | 5     |
| 1992/93 | KSK Beveren            | België | Eerste klasse      | 33   | 6     |
| 1993/94 | KSK Beveren            | België | Eerste klasse      | 13   | 2     |
| 1994/95 | KSK Beveren            | België | Eerste klasse      | 32   | 3     |
| 1995/96 | KSK Beveren            | België | Eerste klasse      | 27   | 0     |
| 1996/97 | KFC Verbroedering Geel | België | Tweede klasse      | 33   | 4     |
| 1997/98 | KFC Verbroedering Geel | België | Tweede klasse      | 29   | 1     |
| 1998/99 | KVV Heidebloem Dilsen  | België | Vierde klasse      | 13   | 6     |
| 1999/00 | KVV Heidebloem Dilsen  | België | Derde klasse       | 28   | 6     |
| 2000/01 | KVV Overpelt Fabriek   | België | Derde klasse       | 23   | 1     |
| 2001/02 | KVV Overpelt Fabriek   | België | Derde klasse       | 25   | 2     |
| 2002/03 | ESK Leopoldsburg       | België | Vierde klasse      | 29   | 11    |
| 2003/04 | ESK Leopoldsburg       | België | Vierde klasse      | 28   | 2     |
| 2004/05 | Overpelt VV            | België | Derde provinciale  | ?    | ?     |
| 2005/06 | Overpelt VV            | België | Tweede provinciale | ?    | ?     |
| 2006/07 | Overpelt VV            | België | Eerste provinciale | ?    | ?     |
| 2007/08 | Overpelt VV            | België | Vierde klasse      | 19   | 0     |
| 2008/09 | Stal Sport             | België | Derde provinciale  | 25   | 0     |